# Spinefarm Records
A Spinefarm egy 1990-ben alapított finn zenei kiadó, 2002 óta az Universal tulajdonában áll. Elsősorban finn metálzenekarok kiadványait jelenteti meg, székhelye Helsinkiben található.

## Alkiadók
- Spinefarm (metal, hard rock, progressive rock)
- Spikefarm (extreme metal, industrial metal, folk metal)
- Ranka (finn zene)
- Ranch (rock) – megszűnt
- Odor (pop és minden más)
- Freeride
- Hawaii Sounds – megszűnt[3]
- Connection

## Zenekarok

### Spinefarm
- Amorphis
- Children Of Bodom
- Dark Tranquillity
- Ensiferum
- Eternal Tears of Sorrow
- Finntroll
- Kalmah
- Mucc
- Naildown
- Nightwish
- Norther
- Sonata Arctica
- Swallow the Sun
- Tarja Turunen
- To/Die/For
- Warmen

### Spikefarm
- Ajattara
- Amoral
- Beherit
- Moonsorrow
- Noumena